# فرودگاه بین‌المللی فورت وین (ایندیانا)
فرودگاه بین‌المللی فورت وین، ایندیانا (به انگلیسی: Fort Wayne International Airport) یک فرودگاه همگانی با کد یاتا FWA است که یک باند فرود آسفالت و بتن دارد و طول باند آن ۳۶۵۸ متر است. این فرودگاه در کشور ایالات متحده آمریکا قرار دارد و در ارتفاع ۲۴۸ متری از سطح دریا واقع شده است.

## شرکت‌های هواپیمایی و مقصدهای پروازی
Fort Wayne International Airport has eight shared-use gates. Any gate can be used by any airline serving the airport at any time with the airport's shared-use gate system.
Gates 1 through 4 are ground-level on the first floor of the terminal, whereas Gates 5 through 8 are on the second floor of the terminal and board via jetways. A half-height jetway was added to Gate 4 in 2015, while Gate 2 has a Commute-a-Walk covered walkway. Gates 1 and 3 are currently uncovered. As Gates 5 through 8 were built at a time when the airport had mainline service, these gates can handle aircraft ranging in size from the Canadair Regional Jet family used by Delta, American, and United to the مک‌دانل داگلاس ام‌دی-۸۰، بوئینگ ۷۵۷, and خانواده ایرباس ای۳۲۰ aircraft used by Allegiant. 

### مسافری
| شرکت‌های هواپیمایی | مقصدهای پروازی                                                                  | Refs  |
| ----------------- | ------------------------------------------------------------------------------- | ----- |
| الیجنت ایر        | اورلندو سنفورد، فینکس-مسا، شهرستان شارلوت، سن پترزبورگ-کلیرواتر فصلی: میرتل بیچ | [ ۱ ] |
| امریکن ایگل       | شارلوت داگلاس، اوهر شیکاگو، دالاس-فورت ورث                                      | [ ۲ ] |
| دلتا کانکشن       | هارتسفیلد-جکسون آتلانتا، متروپولیتن شهرستان وین دیترویت، مینیاپولیس−سنت پل      | [ ۳ ] |
| یونایتد اکسپرس    | اوهر شیکاگو، لیبرتی نیوآرک                                                      | [ ۴ ] |

### باری
| شرکت‌های هواپیمایی | مقصدهای پروازی                    |
| ----------------- | --------------------------------- |
| فدکس اکسپرس       | ممفیس، تی. اف. گرین، محلی سوت بند |
| یوپی‌اس ایرلاینز   | لوئیویل، محلی سوت بند             |